# Norte da Alemanha

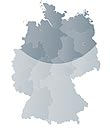
A região norte da Alemanha (Norddeutschland).

Norte de Alemanha é denominada a zona geográfica da Alemanha que comprende os estados federados de Bremen, Hamburgo, Mecklemburgo-Pomerânia Ocidental, Brandemburgo, Saxônia-Anhalt, Baixa Saxônia e Schleswig-Holstein. 
O contexto histórico e cultural comum às cidades do norte da Alemanha foi a Liga Hanseática e o dialeto baixo-alemão. Seu território localiza-se entre os Países Baixos, Dinamarca e Polônia.
A região é cortada pelos rios Elba e Weser.